# Хелена Ракочи
Хелѐна Рако̀чи, с родово име Кшину̀век (на полски: Helena Rakoczy) е полска спортистка гимнастичка, специалистка по спортна гимнастика, световна шампионка, олимпийска медалистка, треньорка.

## Биография
Хелена Кшинувек е родена на 23 декември 1921 година в Краков, в семейството на Анна Бенек и Франчишек (Виценти) Кшинувек. Завършва средно образование в Търговската гимназия в родния си град. Поради финансова невъзможност на родителите ѝ да я запишат в балетно училище се насочва към спортната гимнастиката.
През 1934 година започва да тренира в Сокул (Краков). Три години по-късно заема трето място в гимнастическия и лекоатлетически десетобой на общополските игри в Лвов. След Втората световна война се състезава за Корона (Краков). През 1950 година в швейцарския град Базел става четирикратна световна шампионка в гимнастическия многобой, прескока на кон, гредата и упражненията на земя. Също така печели бронзов медал на успоредката. На световното първенство по спортна гимнастика в Рим след четири години печели бронзови медали в състезанията по многобой и успоредка.
Като част от полския отбор участва на две олимпиади. На игрите в Хелзинки (1952) се състезава в индивидуалния и отборния четиробой (упражнения на земя, греда, успоредка и прескок на кон). На следващите олимпийски игри в Мелбърн (1956) взема участие в състезанията по индивидуален и отборен четирибой, както и в отборните упражнения с уреди. В последната дисциплина печели бронзов медал.
След края на спортната си кариера работи като треньор и международен съдия.
За своите спортни постижения е удостоена с Офицерски кръст на ордена на Възраждане на Полша и Орден „Знаме на труда“. Заслужила майсторка на спорта. Отличена със Златен кръст за заслуги. През 1950 година е избрана за най-добър спортист на годината в Полша от читателите на „Пшегльонд Спортови“.
Хелена Ракочи умира на 2 септември 2014 година в Краков. Погребана е на Раковицкото гробище.